# Jatulium
Dieser Artikel wurde wegen inhaltlicher Mängel auf der Qualitätssicherungsseite des Portals Geowissenschaften eingetragen. Dies geschieht, um die Qualität der Artikel im Themengebiet Geowissenschaften zu steigern. Bitte hilf mit, die Mängel zu beseitigen, oder beteilige dich an der Diskussion. (+)

Begründung: Die Darstellung ist irreführend. Es wird unterdrückt, dass es um eine vorgeschlagene Neugliederung geht.  ÅñŧóñŜûŝî (Ð) 17:59, 28. Jan. 2023 (CET)
Das Jatulium ist die zweite Periode innerhalb des Äons Proterozoikum und innerhalb der Ära Paläoproterozoikum. Es folgt auf die Periode des Oxygeniums und wird seinerseits von der Periode des Columbiums abgelöst. Das Jatulium dauerte 190 Millionen Jahre und füllt den Zeitraum von 2250 bis 2060 Millionen Jahren BP. Es ersetzt teilweise das frühere Rhyacium.
Das Jatulium wurde jedoch noch nicht von der International Commission on Stratigraphy ratifiziert und gilt deswegen noch als inoffiziell (2016).

## Namensgebung
Das Jatulium, Englisch Jatulian, leitet sich ab von den Jatulischen Quarziten Finnlands und Kareliens, die teils transgressiv mit Basiskonglomerat über dem metamorphen Grundgebirge des Archaikums abgelagert wurden.

## Neudefinition der Perioden des Präkambriums
Im Zuge des Abrückens von rein radiometrisch bestimmten Periodengrenzen sollte jetzt gemäß Gradstein u. a. (2012) das GSSP-Prinzip so weit wie möglich auch im Präkambrium Anwendung finden. Die Perioden würden somit anhand von bedeutenden geologischen Ereignissen definiert und nicht mehr an willkürlichen, radiometrischen Altern.

### Definition des Jatuliums
Die Untergrenze des Jatuliums sollte durch einen GSSP festgelegt werden, der an der Basis der kanadischen, zur Cobalt Group der Huronian Supergroup gehörenden Lorrain-Formation zu liegen kommen würde. Die um 2250 Millionen Jahren BP abgelagerte Lorrain-Formation markiert das Ende der Vereisungen während des Oxygeniums. Sie überdeckt einen oxydierten Paläoboden der vorausgegangenen, an ihrer Basis diamiktischen Gowganda-Formation. Als Alternative wäre auch der Übergang von der Ahmalahti-Formation zur Neverskrukk-Formation im Petschenga-Grünsteingürtel denkbar. Für die Obergrenze werden ebenfalls zwei GSSP-Lokalitäten ins Auge gefasst – einmal die Basis der Rooiberg Group des Kapvaal-Kratons in Südafrika, mit der voluminöser Magmatismus einsetzt, oder die Basis der Kolasjoki-Formation bzw. der Kuetsjärvi-Formation im Petschenga-Grünsteingürtel.

## Bedeutung

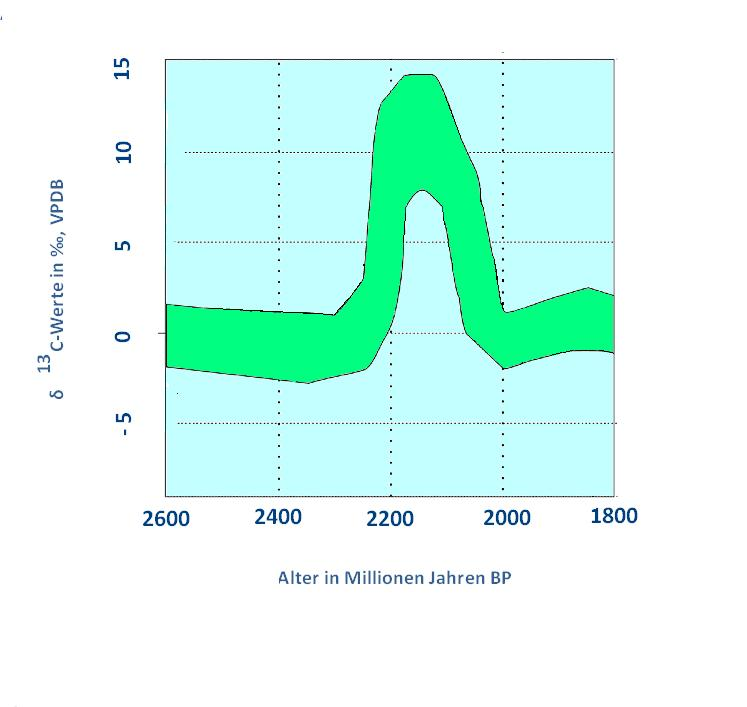
Kurvenverlauf der Lomagundi-Jatuli-Isotopenexkursion

Erhöhte Manteltemperaturen führten während des Jatuliums zu gesteigerter magmatischer Aktivität (nachdem in den vorangegangenen 250 Millionen Jahren der Magmatismus nahezu erloschen war) und dadurch zu einem Anstieg der Kohlendioxid-Konzentration in der Atmosphäre. Im Meer kam es zu einem Aufblühen der Mikroorganismen, die durch ihre Photosynthese die Sauerstoffkonzentration kräftig ansteigen ließen.
Der Sauerstoffanstieg wird durch folgende geologische Befunde nahegelegt:
- Uraninit-Seifen werden jetzt durch hydrothermale Uranerze ersetzt
- Paläoböden und Oberflächenablagerungen liegen oxidiert vor
- in kalkhaltigen Schiefertonen erhöht sich die Konzentration Redox-empfindlicher Elemente wie Uran, Molybdän und Vanadium
- Phosphorite treten erstmals auf.[3]

### Lomagundi-Jatuli-Isotopenexkursion
In den Zeitraum des Jatuliums fällt die Lomagundi-Jatuli-Isotopenexkursion, die in der gesamten Erdgeschichte die weltweit bedeutendste, positive Anomalie der δ13C–Werte darstellt. Sie lässt auf tiefgreifende Veränderungen im Redoxverhalten der Weltmeere rückschließen.
Erstmals entstanden Cap carbonates (Hutkarbonate), die sehr hohe  δ13C–Werte vorweisen und vorangegangene glaziale Sedimente abdecken, ferner oxidierte Paläoböden und kontinentale sowie marine Rotsedimente, welche durch oxidative, kontinentale Verwitterung entstanden waren.
Auch bildeten sich jetzt flachmarine, Kalzium-haltige Sulfate wie beispielsweise Gips und Anhydrit (ab 2200 Millionen Jahre BP hatte sich die Sulfatkonzentration durch die oxidative Verwitterung kontinentaler Sulfide erhöht) und in den Tiefen der Ozeane Mangan-reiche Sedimente.

### Evolution

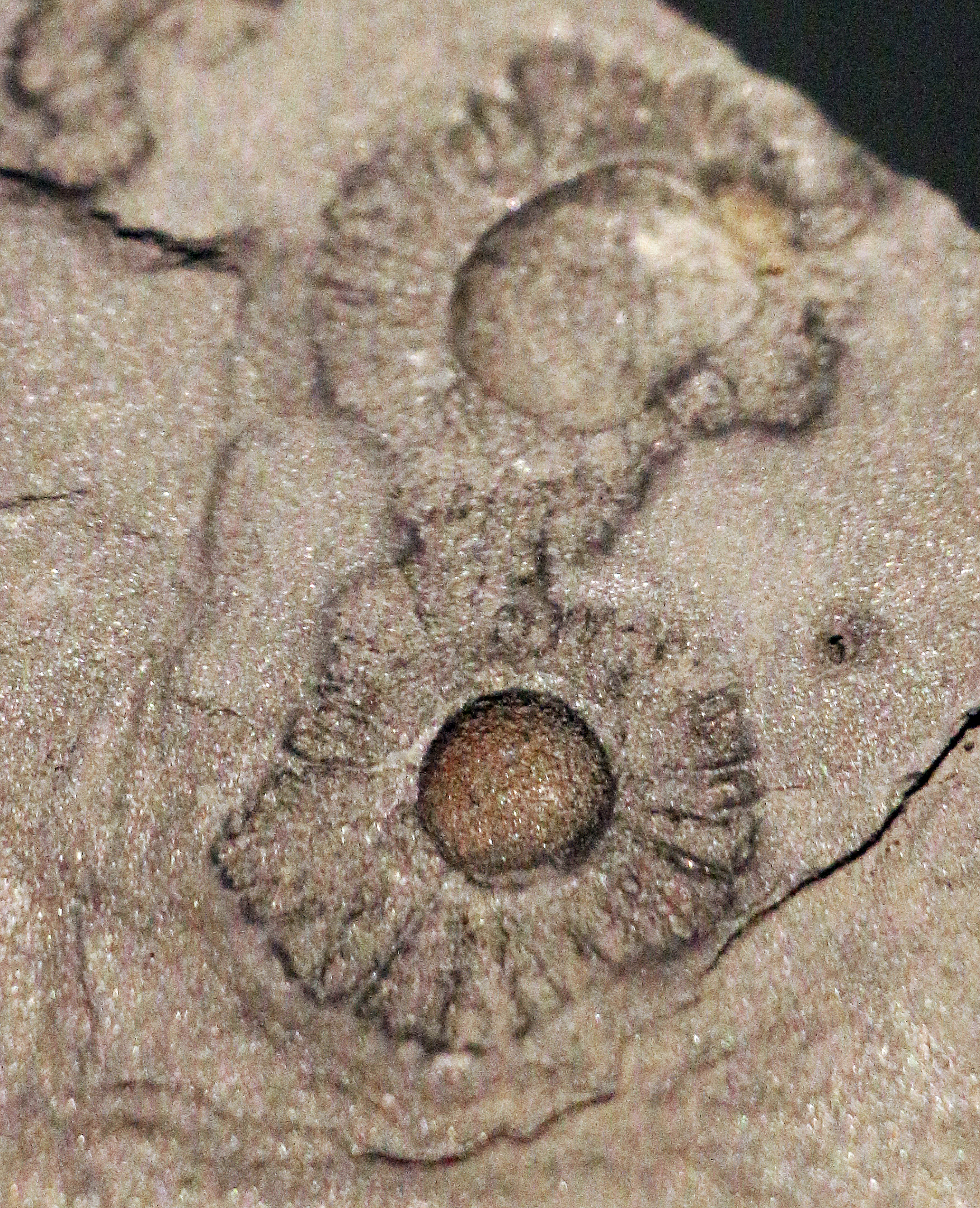
Gabonionta, früheste Form multizellularen, eukaryotischen Lebens auf der Erde

Im Jatulium traten um 2100 Millionen Jahre BP zum ersten Mal in der Negaunee Iron Formation Michigans megaskopische Algen mit Zellkern (Eukaryoten) auf, weswegen ein Alternativvorschlag für die Benennung dieser Periode Eukaryum lautet. Zum selben Zeitpunkt erschienen in der Francevillian Group in Gabun die Gabonionta, die ersten mehrzelligen Organismen.

## Jatulian Group
Die Jatulian Group (auch Jatulian Super-horizon bzw. Jatulium im ursprünglichen Sinne), nach der die Periode Jatulium benannt wurde, bildet Teil der Karelian Supergroup des Baltischen Schildes. Sie wurde entweder auf dem eingeebneten Archaikum mit gelegentlich ausgeprägter Winkeldiskordanz abgelagert oder folgt ihrerseits über den Gesteinen des Sumiums oder des Saroliums. In den Gesteinen der Jatulian Group lassen sich die Spuren intensiver, chemischer Verwitterung erkennen (weit verbreitete Regolithe, Konglomerate mit Quarzgeröllen und Quarzarenite). Über der Jatulian Group folgen dann das Ludicovium, das Kalevium und das Vepsium.
Im Gebiet des Onega-Beckens kann die über 500 Meter mächtige, in einem epeirischen Meer abgelagerte Jatulian Group in folgende Formationen unterteilt werden (vom Hangenden zum Liegenden):
- Tulomozero-Formation
- Medvezhegorsk-Formation (bzw. Koikary-Formation)
- Jangozero-Formation

## Stratigraphie

### Bedeutende Sedimentbecken und geologische Formationen
- Hamersley-Becken in Westaustralien:
  - Turee Creek Group – 2449 bis 2209 Millionen Jahre BP
- Ashburton-Becken in Westaustralien – 2209 bis 1800 Millionen Jahre BP
  - Lower Wyloo Group – um 2209 Millionen Jahre BP
- Yerrida-Becken in Westaustralien – 2200 bis 1900 Millionen Jahre BP
- Aravalli Supergroup in Indien – zirka 2150 bis 1700 Millionen Jahre BP
- Transvaal-Becken in Südafrika – 2670 bis 1900 Millionen Jahre BP
  - Transvaal Supergroup:
    - Postmasburg Group – zwischen 2415 und 2222 Millionen Jahren BP
    - Pretoria Group – zwischen 2320 und 2184 Millionen Jahren BP
- Franceville-Becken in Gabun – um 2100 Millionen Jahre BP
- Animikie Group in den Vereinigten Staaten und in Kanada – 2125 bis 1780 Millionen Jahre BP
- Huronian Supergroup im Osten Ontarios – 2450 bis 2219 Millionen Jahre BP
  - Cobalt Group:
    - Lorrain-Formation
- Marquette Range Supergroup im Norden Wisconsins und Michigans – 2207 bis 1818 Millionen Jahre BP[7]
- Karelian Supergroup des Baltischen Schildes – 2500 bis 1800 Millionen Jahre BP[8]
- Kaniapiskau Supergroup des Labrador Trough in Labrador und in Québec – zirka 2200 bis 1880 Millionen Jahre BP[9]
  - Attikamagen Group
    - Denault-Formation (Dolomite)

  - Swampy Bay Group – um 2142 Millionen Jahre BP
  - Pisolet Group
  - Seward Group
- North Pechenga Group im Petschenga-Grünsteingürtel des Baltischen Schildes – zirka 2250 bis 2060 Millionen Jahre BP
  - Kolosjoki-Formation
  - Kuetsjärvi-Formation – 2214 Millionen Jahre BP
  - Ahmalahti-Formation
  - Neverskrukk-Formation
- Varzuga Group im Imandra-Varzuga-Grünsteingürtel des Baltischen Schildes (Halbinsel Kola) – um 2060 Millionen Jahre BP
  - Il’mozero-Formation
  - Umba-Formation
  - Polisarka-Formation
- Karelian Supergroup des Baltischen Schildes – 2500 bis 1800 Millionen Jahre BP[10]
  - Jatulian Group – 2090 bis 1983 Millionen Jahre BP[11][12]
  - Onega-Becken in Karelien – 2440 bis 1980 Millionen Jahre BP[13]

## Magmatismus
Nach einer Ruhezeit von 250 bis 200 Millionen Jahren (Krustenalterslücke) kam es im Intervall 2220 bis 2200 Millionen Jahre BP zu enormen Ausbrüchen basaltischer Magmen. Mächtige Flutbasalte entstanden in Südafrika und in Westaustralien:
- Hekpoort-Lava und Ongeluk-Lava der Pretoria Group in Südafrika – 2222 ± 12 Millionen Jahre BP[14]
- Cheelah-Springs-Basalt der Lower Wyloo Group in Westaustralien – 2209 ± 15 Millionen Jahre BP[15]

In Nordamerika bildeten sich äquivalente Intrusivgesteine:
- Nipissing-Diabas in Ontario – 2219 bis 2210 Millionen Jahre BP.[16] Er durchschlägt und überdeckt die Huronian Supergroup.
- Seneterre-Gänge – 2216 Millionen Jahre BP[17]

In Indien und in China kann um diese Zeit ebenfalls verstärkter Magmatismus verzeichnet werden.
Weit ausgedehnte Granit-Grünstein-Terrane entstanden in  Brasilien und in Westafrika, welche sich nur unwesentlich von ihren archaischen Vorgängern unterscheiden:
- Mineiro-Gürtel im Süden des São-Francisco-Kratons in Zentralbrasilien – 2230 bis 2220 Millionen Jahre BP[18]
- Crixás-Grünsteingürtel in Zentralbrasilien – um 2209 Millionen Jahre BP[19]
- Birimium in Westafrika – um 2229 Millionen Jahre BP[20]
- Man-Kraton im Westafrika-Kraton, Westafrika – 2250 bis 2000 Millionen Jahre BP. Der aus der Assoziation TTG-Gneis/Grünsteingürtel zusammengesetzte Kraton besteht neben seinem archaischen Kern aus neugebildeter Kruste, die innerhalb eines ozeanischen Plateaus entstand[21] – mit einer Akkretionsrate, die um 60 % höher liegt als bei modernen Beispielen.

## Geodynamik

### Orogenesen
Kontinentkollisionen:
- Ophthalmian Orogeny in Westaustralien: Kollision des Glenburgh-Terrans mit dem Südrand des Pilbara-Kratons – 2215 bis 2145 Millionen Jahre BP (auch 2200 bis 2030 Millionen Jahre BP)
- Transamazonas-Orogenese in Südamerika – 2100 bis 2000 Millionen Jahre BP
- Eburnische Orogenese in Westafrika – 2100 bis 2000 Millionen Jahre BP